# Mattiastrum multicaule
Mattiastrum multicaule är en strävbladig växtart som beskrevs av K. H. Rechinger och Riedl. Mattiastrum multicaule ingår i släktet Mattiastrum och familjen strävbladiga växter. Inga underarter finns listade i Catalogue of Life.